# Eike Batista
Eike Fuhrken Batista (Governador Valadares, 3 novembre 1956) è un imprenditore brasiliano-tedesco che ha guadagnato e perso una fortuna multimiliardaria nelle industrie minerarie, petrolifere e del gas. Si impegnò in una ricerca per promuovere le infrastrutture del Brasile con progetti su larga scala, come il Porto do Açu.
È stato presidente del conglomerato brasiliano EBX Group, che in passato era la società madre di cinque società quotate sul Novo Mercado di BOVESPA, un segmento speciale del mercato azionario di San Paolo. Queste cinque società erano: OGX (petrolio e gas), MPX (energia), LLX (logistica), MMX (estrazione mineraria) e OSX (servizi e attrezzature offshore). Al giorno d'oggi, EBX fornisce consulenza a nuove start-up.
All'inizio del 2012, Batista aveva un patrimonio netto di 35 miliardi di dollari , classificandolo come la settima persona più ricca del mondo e la più ricca del Brasile. Nel luglio 2013, la sua ricchezza era crollata a 200 milioni di dollari a causa dei suoi debiti e del calo dei prezzi delle azioni della sua azienda.  Bloomberg ha riferito nel gennaio 2014 che Batista "ha un patrimonio netto negativo". Forbes e Folha de S. Paulo  hanno citato Batista nel settembre 2014, affermando che il suo patrimonio netto era di -1 miliardo di dollari.
Nel 2018 Batista è stato condannato a 30 anni di carcere per avere pagato tangenti al governatore caduto in disgrazia di Rio de Janeiro Sérgio Cabral, in modo da garantirsi appalti pubblici.

## Biografia
Batista è uno dei sette figli dell'uomo d'affari Eliezer Batista, Ministro delle Miniere e dell'Energia fra il 1961 e il 1964 e fra il 1979 e il 1986 ed ex presidente della Compagnia Vale do Rio Doce, all'epoca un'azienda statale. Sua madre Jutta Fuhrken - di origine tedesca - gli insegna ad avere autostima e disciplina, attributi che Batista considera cruciali per la sua formazione come imprenditore. Dopo aver trascorso l'infanzia in Brasile, Batista, adolescente, e la sua famiglia si trasferiscono in Europa a causa della professione del padre. Vivono a Ginevra, Düsseldorf e Bruxelles. Nel 1974, comincia a studiare ingegneria metallurgica all'università di Aachen in Germania. Quando ha 18 anni, i suoi genitori ritornano in Brasile. Rimasto in Europa, Batista comincia a vendere polizze assicurative porta a porta per guadagnarsi da vivere. Durante le sue interviste, Batista definisce spesso lo “stress” e le lezioni apprese nel corso di questa esperienza come essenziali per la sua formazione.
Eike Batista ritorna in Brasile all'inizio degli anni ottanta e concentra la sua attenzione sul commercio di oro e diamanti. Divenuto commerciante, entra in contatto coi produttori dell'Amazzonia e coi compratori delle grandi città di Brasile ed Europa. A 23 anni, fonda la Autram Aurem - una società aurifera che aveva come logo il sole degli Inca. Un anno e mezzo più tardi l'azienda aveva guadagnato 6 milioni di dollari.
Il suo istinto di imprenditore lo porta a realizzare il primo impianto di lavaggio dell'oro dell'Amazzonia, con il quale inizia la storia del Gruppo EBX. All'età di 29 anni, diviene DG della TVXXX Gold - un'azienda quotata alla borsa canadese - dando inizio ai suoi rapporti con i mercati finanziari globali. Tra il 1980 e il 2000, guadagna 20 miliardi di dollari con un'operazione che coinvolge otto miniere d'oro in Brasile e Canada e una miniera d'argento in Cile.
Per le sue attività filantropiche, Batista adotta la stessa audacia e abilità mostrati nella sua carriera professionale. Promuove iniziative a favore dello sviluppo sociale, della diversità culturale e dell'ecosostenibilità. A partire dal 2006, fa donazione per circa 253 milioni di BRL. Nel 2011, le sue donazioni raggiungono i 91 milioni di BRL. Batista dice: “Non voglio solo essere la persona più ricca del Brasile, voglio Maranhenses, Marinho de Fernando de Noronha e il Parco Nazionale Pantanal Mato-grossense”, il patrocinio di otto produzioni nazionali di film brasiliani e donazioni in denaro per completare la costruzione dell'ospedale di bambini “Pro Children” di Rio de Janeiro.
Oltre ai settori d'infrastruttura e risorse naturali, il Gruppo EBX di Eike Batista investe anche in altri ambiti, come beni immobili (REX), spettacoli (IMX) tecnologia (SIX) e catering (NRX). A Rio, EBX sta sviluppando delle iniziative anche nei seguenti campi: sport, ricettività, gastronomia, salute e bellezza.

## Classifiche nazionali e internazionali
Nel 2011, Batista risultava la sesta persona più ricca del mondo sulla lista della rivista Forbes e l'uomo più ricco del Sudamerica. La sua fortuna è stimata intorno ai 30 miliardi di US$. La rivista Bloomberg Markets lo definisce come l'unico brasiliano sulla lista delle 50 persone più influenti della finanza globale, pubblicata per la prima volta nel settembre del 2011. La rivista si è concentrata sulle persone che “muovono i mercati con i loro commenti, determinano i valori delle aziende o dei finanziamenti con i loro affari e modellano gruppi industriali, governi e sistemi economici con le proprie idee e principi”.
Alla fine del 2010, la rivista classifica Batista come la 58ª persona più potente al mondo, e la persona più potente del Brasile dopo l'attuale presidentessa, Dilma Rousseff. Il giornale Folha de S. Paulo descrive Batista come un esempio di uomo che si è fatto da solo, cioè un imprenditore che ha costruito la sua fortuna attraverso l'impegno (e non tramite eredità).
Nella lista della rivista Forbes, Batista è il miglior brasiliano classificato, nel marzo 2008 era Antonio Ermírio de Moraes alla 77ª posizione con un patrimonio di famiglia di 10 miliardi di US$. I brasiliani riportati sulla lista - compreso Batista (che nel 2008 dichiara che il suo obiettivo è diventare l'uomo più ricco del mondo nei successivi cinque anni) - erano complessivamente 17. Nel 2008, la fortuna di Batista viene stimata in 6,6 miliardi di US$ e viene classificato alla 142ª posizione sulla lista degli uomini più ricchi del mondo. Nel 2009 sale alla 61ª posizione diventando l'uomo più ricco del Brasile.
Secondo il settimanale brasiliano Época, nel 2010 Batista è uno degli uomini più influenti del Brasile. Nel 2010 la rivista IstoÉ mette Batista sulla lista delle 100 persone più influenti, l'anno dopo, Batista entra nella classifica dei migliori mille DG stilata dalla rivista Dinheiro.
Batista con 30 anni di esperienza nel campo degli affari internazionali, ha l'abilità di "generare una fortuna da zero". A partire dagli anni ottanta, Batista crea e mette in produzione otto miniere d'oro in Brasile e Canada (Amapari, Casa Berardi, Crixás, Musselwhite, New Britania, Novo Astro, Novo Planeta e Paracatu), una miniera d'argento in Cile (La Coipa) e tre miniere di minerale di ferro in Brasile (Mina 63, Tico-Tico and Ipé).
Batista è stato nominato il peggior CEO (Chief Executive Officer) del 2013 dalla BBC, per una serie di investimenti sbagliati che hanno ridotto enormemente il suo patrimonio.

## Arresto e condanna
Nel gennaio 2017, le autorità brasiliane hanno emesso un ordine di detenzione per Batista e altre otto persone nell'ambito dell'Operazione Car Wash (in portoghese Operação Lava Jato), un'indagine di alto profilo sul riciclaggio di denaro da 100 milioni di dollari.  Batista tornò da New York e fu detenuto nel carcere di massima sicurezza di Bangu, a Rio de Janeiro. Il 28 aprile 2017 il giudice della Corte Suprema Gilmar Mendes ha ordinato il rilascio di Batista in attesa del processo. Batista era stato accusato di aver dato 16,5 milioni di dollari in tangenti all'ex governatore dello stato di Rio de Janeiro.
Il 3 luglio 2018, Batista è stato condannato per aver corrotto l'ex governatore di Rio de Janeiro Sergio Cabral allo scopo di ottenere contratti governativi statali, pagando a Cabral 16,6 milioni di dollari, ed è stato condannato a 30 anni di reclusione.

## Vita privata
Batista ha sposato la modella Luma de Oliveira nel 1991 e ha divorziato da lei nel 2004. Ebbero due figli, Olin e Thor. In seguito ha frequentato l'imprenditrice e avvocato Flávia Sampaio per diversi anni, con la quale ha avuto un terzo figlio nel 2013, di nome Balder.
Batista ama correre, nuotare e pratica sport marini. Negli anni '90, è stato campione brasiliano, statunitense e mondiale nella classe Super Offshore Powerboat. Nel 2006, ha percorso le 220 miglia nautiche tra Santos e Rio de Janeiro in 3 ore 1 minuto 47 secondi e ha battuto il record per il corso nella sua barca, la Spirit of Brazil.
Eike Batista,, che parla correntemente cinque lingue (portoghese, tedesco, inglese, francese e spagnolo), è molto attivo sul web. Ha un sito personale con articoli, video e notizie sulle sue aziende, ma predilige Twitter, che utilizza come principale mezzo di comunicazione. Il suo profilo sul microblog, @eikebatista, ha oltre 550 000 follower.
Nel 2011, Batista ha pubblicato il libro "Il punto focale della questione" dove racconta la sua esperienza nel mondo degli affari e offre consigli imprenditoriali.

## Investimenti in progetti
EBX
Il Gruppo EBX produce minerale di ferro in Minas Gerais e Mato Grosso do Sul e ha realizzato il primo impianto solare commerciale in Brasile. Nel periodo tra il 2011 e il 2012, il Gruppo investe in Brasile circa 15,5 miliardi di US$ ed è responsabile di importanti progetti nel Paese, come il Superporto Açu LLX di São João da Barra (nello Stato federale brasiliano Rio de Janeiro RJ), il Superporto Sudeste MMX d'Itaguaí (RJ), e gli impianti termoelettrici MPX di Itaqui (nello Stato federale brasiliano Maranhão MA) e Pecém (nello Stato federale brasiliano Cearà CE). A questi importanti progetti nel settore energetico e delle infrastrutture si accompagnano le campagne esplorative dell'OGX nelle baie di Campos (RJ), Santos (nello Stato federale brasiliano São Paulo SP) e Parnaíba (MA), dove sono stati rinvenuti giacimenti di petrolio e gas. Nel gruppo lavorano attualmente 20 000 persone. 
La sede centrale del Gruppo EBX è a Rio de Janeiro con succursali a New York (USA), Colombia e Cile.
Oltre ai settori delle infrastrutture e minerario, il Gruppo EBX di Eike Batista investe anche in beni immobili (REX), spettacolo (IMX), tecnologia (SIX) e catering (NRX). A Rio, EBX sta sviluppando delle iniziative nell'ambito dello sport, della ricettività, della gastronomia, nonché di salute e bellezza.
MMX
MMX è l'azienda mineraria del Gruppo EBX con logistica integrata e bassi costi di produzione. L'azienda ha dei progetti negli Stati brasiliani di Minas Gerais e Mato Grosso do Sul, e nel Cile.
MPX
MPX opera nell'industria dell'energia del Brasile, Cile e Colombia. L'azienda ha affari complementari nella produzione di energia e nell'industria estrattiva del carbone e nell'esplorazione e produzione di gas naturale. MPX gestisce il primo impianto solare commerciale del Brasile nella città di Tauá (CE).
OGX
OGX è l'azienda del Gruppo EBX che esegue le attività legate all'esplorazione e alla produzione di greggio e gas naturale. L'azienda è responsabile della più grande campagna esplorativa del settore privato effettuata in Brasile, con una percentuale di successo delle prove di trivellazione superiore al 90%.
LLX
LLX è l'azienda di logistica del Gruppo EBX, responsabile per la costruzione del Superporto Açu, nello Stato federale brasiliano di Rio de Janeiro, progettato per essere il complesso industriale portuario più grande dell'America latina.
OSX
OSX opera nell'industria navale offshore e sta costruendo il cantiere navale più grande d'America, l'"Embraer del mare," nel complesso industriale del Superporto Açu (un progetto LLX). L'azienda fornisce anche servizi offshore per l'industria del petrolio e del gas naturale in tre segmenti differenti: navalmeccanica, noleggio dell'equipaggiamento per l'esplorazione e la produzione (E&P) e operazione e manutenzione (O&M).

## Imprese
Le principali società fondate da Eike Batista sono: 
- EBX
- MMX
- OGX
- MPX
- LLX
- Signor Lam (ristorante cinese)
- Porto de Peruíbe